# Зайцева, Тамара Сергеевна
Тамара Сергеевна Зайцева (род. 16 декабря 1994, Улан-Удэ) — российская волейболистка, либеро. 

## Биография
Тамара Зайцева родилась в столице Бурятии городе Улан-Удэ. В детстве играла в волейбол за школьную команду на различных городских соревнованиях. В 12-летнем возрасте получила приглашение в группу подготовки ВК «Хара Морин», где начала тренироваться под руководством С. Б. Шойсоронова. В 2010 дебютировала в основной команде клуба в высшей лиге «Б» чемпионата России. После выхода «Хара Морина» в высшую лигу «А», а затем в суперлигу выступала за вторую и молодёжную команды в высшей лиге «Б» и Молодёжной лиге. В 2014 году бурятская команда по финансовым причинам опустилась в высшую лигу «Б», а в 2015 прекратила существование. Один сезон Зайцева играла за местные любительские коллективы, после чего в 2016 была принята в команду «Сахалин», которой предстоял дебют в суперлиге. В 2016—2017 спортсменка выступала большей частью за «Сахалин»-2 в Молодёжной лиге, но с 2017 закрепилась в основном составе. В 2020 году заключила контракт с краснодарским «Динамо». В 2021 перешла в «Локомотив», а в 2023 — в «Динамо-Метар».
На протяжении игровой карьеры Тамара Зайцева неоднократно меняла амплуа. Начинала играть в качестве нападающей, затем в высшей лиге «Б» была связующей и либеро. В молодёжной команде «Сахалина» выступала на позиции нападающей-доигровщицы, а уже в основе команды из Южно-Сахалинска окончательно стала либеро. 
В 2021 году дебютировала в составе национальной сборной России в розыгрыше Лиги наций. Приняла участие в 5 матчах сборной на турнире.

### Клубная карьера
- 2010—2012 —  «Хара Морин» (Улан-Удэ) — высшая лига «Б»;
- 2012—2014 —  «Хара Морин»-2 (Улан-Удэ) — высшая лига «Б» и Молодёжная лига;
- 2014—2015 —  «Хара Морин» (Улан-Удэ) — высшая лига «Б»;
- 2016—2017 —  «Сахалин»-2 (Южно-Сахалинск) — Молодёжная лига;
- 2017—2020 —  «Сахалин» (Южно-Сахалинск) — суперлига;
- 2020—2021 —  «Динамо» (Краснодар) — суперлига;
- 2021—2023 —  «Локомотив» (Калининград) — суперлига;
- с 2023 —  «Динамо-Метар» (Челябинск) — суперлига.

## Достижения
- чемпионка России 2022;
  - серебряный призёр чемпионата России 2023.
- двукратный серебряный (2021, 2022) и бронзовый (2020) призёр розыгрышей Кубка России.
- 3-кратная победительница розыгрышей Кубка Сибири и Дальнего Востока — 2017—2019.